# Грегг, Ричард
Ричард Джордж Стэнхоуп Грегг (англ. Richard George Stanhope Gregg; 9 декабря 1883, Портсмут, Гэмпшир — 20 мая 1945, Дублин) — ирландский хоккеист на траве, нападающий. Серебряный призёр летних Олимпийских игр 1908 года.

## Биография
Ричард Грегг родился 9 декабря 1883 года в британском городе Портсмут.
Играл в хоккей на траве за дублинскую команду «Три Рок Роверз».
В 1908 году вошёл в состав сборной Ирландии по хоккею на траве на летних Олимпийских играх в Лондоне и завоевал серебряную медаль, которая пошла в зачёт Великобритании, в состав которой тогда входила Ирландия. Играл на позиции нападающего, провёл 2 матча, забил 1 мяч в ворота сборной Уэльса.
Умер 20 мая 1945 года в Дублине.